# Výsep

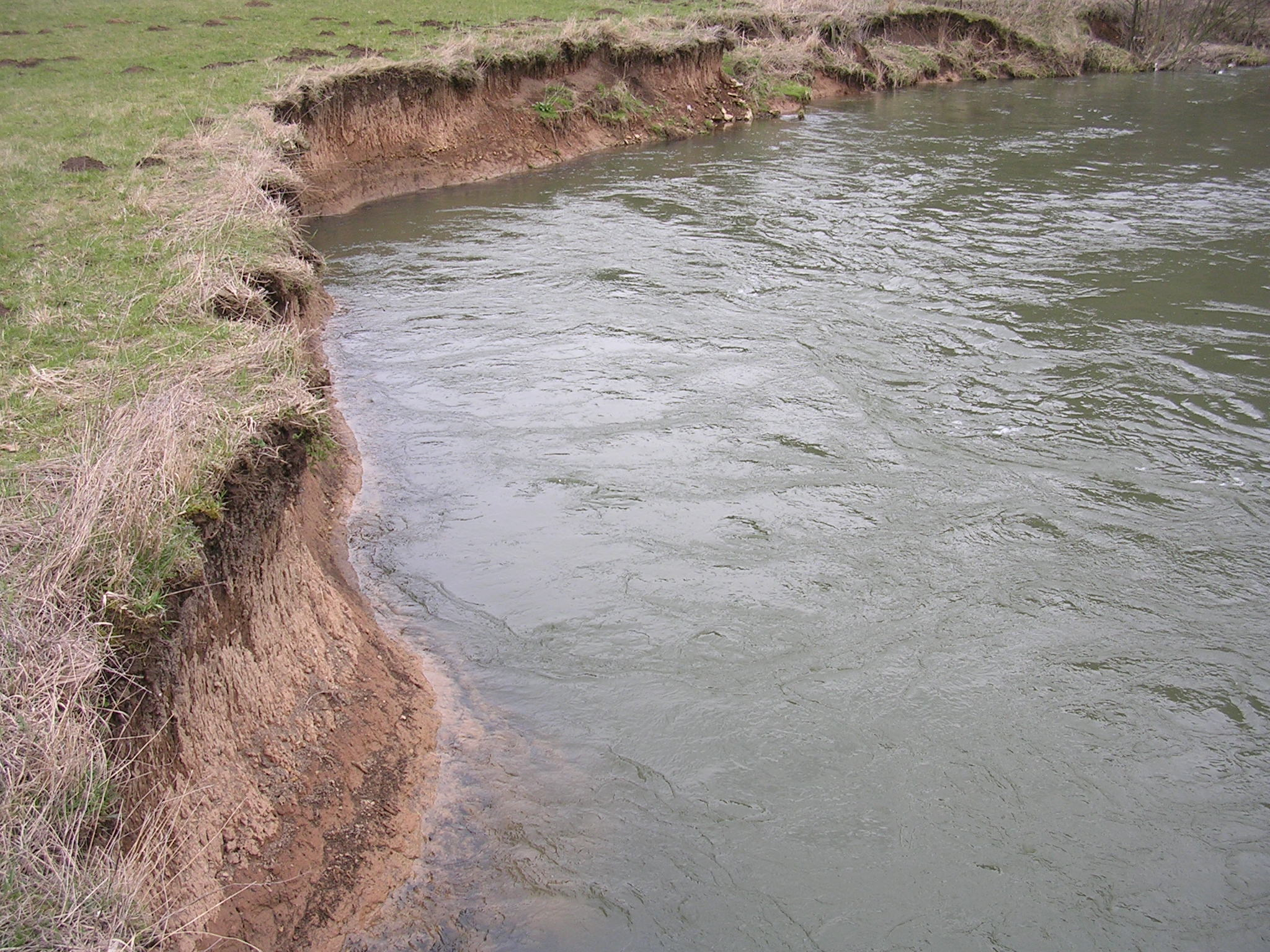
Výsepový břeh vzniklý silnou říční erozí

Výsep je příkrý břeh říčního toku, na vnější straně meandru, který vzniká vlivem erozivní síly proudící vody. Někdy bývá označován také jako náběhový břeh. Rychleji proudící voda se zde dostává do odporu s překážkou v podobě horninového podloží a to eroduje, čímž se uvolňuje drobný materiál, který následně voda transportuje na nové místo, kde dojde k sedimentaci.
Na protilehlé straně meandru voda nemá silnou unášecí sílu a rychlost, dochází zde k sedimentaci, čímž vzniká jesepový břeh.